# Jann Haworth
Jann Haworth (Los Angeles, 1942) é uma artista estadunidense especializada em pop art. É conhecida por ter sido autora, juntamente com seu então marido Peter Blake, da arte de capa do álbum Sgt. Pepper's Lonely Hearts Club Band, da banda The Beatles. Por este trabalho, conquistou o prêmio Grammy de "Melhor Capa de Álbum", em 1968. Haworth realizou estudos em instituições como a Universidade da Califórnia em Los Angeles, Instituto Courtauld e Slade School of Fine Art.